# Patrick Wilson
Pour les articles homonymes, voir Patrick Wilson (homonymie).
Patrick Wilson (prononcé en anglais : [ˈpætɹɪk ˈwɪlsən]) est un acteur et réalisateur américain, né le 3 juillet 1973 à Norfolk (Virginie).
Au début de sa carrière, il se fait remarquer dans des comédies musicales à Broadway comme The Full Monty (2000-2002) et Oklahoma ! (2002-2003), qui lui valent deux propositions au Tony Award du meilleur acteur dans une comédie musicale. La mini-série Angels in America (2003) du réseau HBO lui vaut une citation au Golden Globe du meilleur acteur dans un second rôle dans une série, une mini-série ou un téléfilm, le faisant percer à Hollywood.
Dès lors, l'acteur mène une carrière prolifique au cinéma, alternant premiers et rôles secondaires : Alamo (2004), Le Fantôme de l'Opéra (2004), Hard Candy (2005), Little Children (2006), Courir avec des ciseaux (2006), Les Passagers (2008), Watchmen : Les Gardiens (2009), L'Agence tous risques (2010), Une famille très moderne (2010), Young Adult (2011), Jack Strong (2014), Space Station 76 (2014), Dangerous Housewife (2015), Bone Tomahawk (2015), Desert Gun (2016), The Passenger (2018) et Aquaman (2018).
Il s'impose aussi comme tête d'affiche de thrillers horrifiques : Insidious (2010), Conjuring : Les Dossiers Warren (2013), Insidious: Chapitre 2 (2013), Conjuring 2 : Le Cas Enfield (2016), Insidious: la dernière clé (2018), La nonne (2018), Annabelle : La Maison du Mal (2019), Dans les hautes herbes (2019), Conjuring : Sous l'emprise du Diable (2021) et Insidious: Fear the Red Room (2023).

## Biographie

### Jeunesse
Son père John, et son frère Mark, sont tous les deux les présentateurs de journal télévisé à Tampa en Floride, pour la chaîne de diffusion WTVT-TV. Son frère Paul est le directeur d'un cabinet de publicité, également à Tampa.
Il fait ses études à l'Université Carnegie-Mellon.

### Carrière

#### Débuts à Broadway et révélation
Patrick Wilson se tourne rapidement vers la comédie et commence sur les planches dans des comédies musicales à succès comme The Full Monty et Oklahoma !, qui sont jouées à Broadway. Ces deux pièces marquent notamment le début de la reconnaissance artistique pour le comédien et ses prestations lui valent ses premières nominations lors de cérémonies de remises de prix (Tony Awards, Drama Desk Awards).
Son premier long métrage est le film indépendant My Sister's Wedding, sorti en 2001 mais qui passe inaperçu. Il se tourne alors vers la télévision et décroche le rôle d'un homosexuel qui a du mal à s'assumer dans la mini-série d'HBO, Angels in America réalisée par Mike Nichols. Grâce à cette interprétation, il prétend notamment au Golden Globe du meilleur acteur dans un second rôle dans une série, une mini-série ou un téléfilm ainsi qu'au Primetime Emmy Award de la même catégorie.
Il joue ensuite dans Alamo, un western américain réalisé par John Lee Hancock sorti en 2004, qui lui permet de donner la réplique à de grands noms du cinéma tel Dennis Quaid et Billy Bob Thornton. Mais cette année-là, il se démarque surtout par sa participation dans Le Fantôme de l'Opéra. Ce film est l'adaptation cinématographique de la comédie musicale The Phantom of the Opera d'Andrew Lloyd Webber, elle-même inspirée du roman Le Fantôme de l'Opéra de Gaston Leroux.
En 2005, il est lancé comme tête d'affiche dans Hard Candy de David Slade, un thriller remarqué dans lequel il joue un photographe pédophile avec Elliot Page. Le film connaît un franc succès au Festival du film de Sundance.
Un an plus tard, il confirme cette percée avec le drame Little Children de Todd Field, évoluant aux côtés de Kate Winslet et Jennifer Connelly. La même année, le 16 février 2006, il fait son retour sur la scène de Broadway dans la nouvelle production de la pièce de théâtre Barefoot in the Park de Neil Simon, avec Amanda Peet et Jill Clayburgh, au théâtre Cort.
Alors à un tournant de sa carrière, il enchaîne les projets : Courir avec des ciseaux (2006), de Ryan Murphy, Le Temps d'un été (2007) de Lajos Koltai, le thriller psychologique de Neil LaBute, Harcelés (2008), partageant l'affiche aux côtés de Samuel L. Jackson mais aussi évoluant auprès d'Anne Hathaway pour Les Passagers, la même année.
Puis, il s'installe dans le registre fantastique avec le blockbuster Watchmen : Les Gardiens (2009) dans lequel il incarne le personnage de Dan Dreiberg alias Le Hibou II. Autre participation à un blockbuster, durant cette période, lorsqu'il accepte un rôle secondaire dans L'Agence tous risques. Réalisée par Joe Carnahan, il s'agit de l'adaptation de la célèbre série télévisée du même nom.

#### Thrillers et tête d'affiche

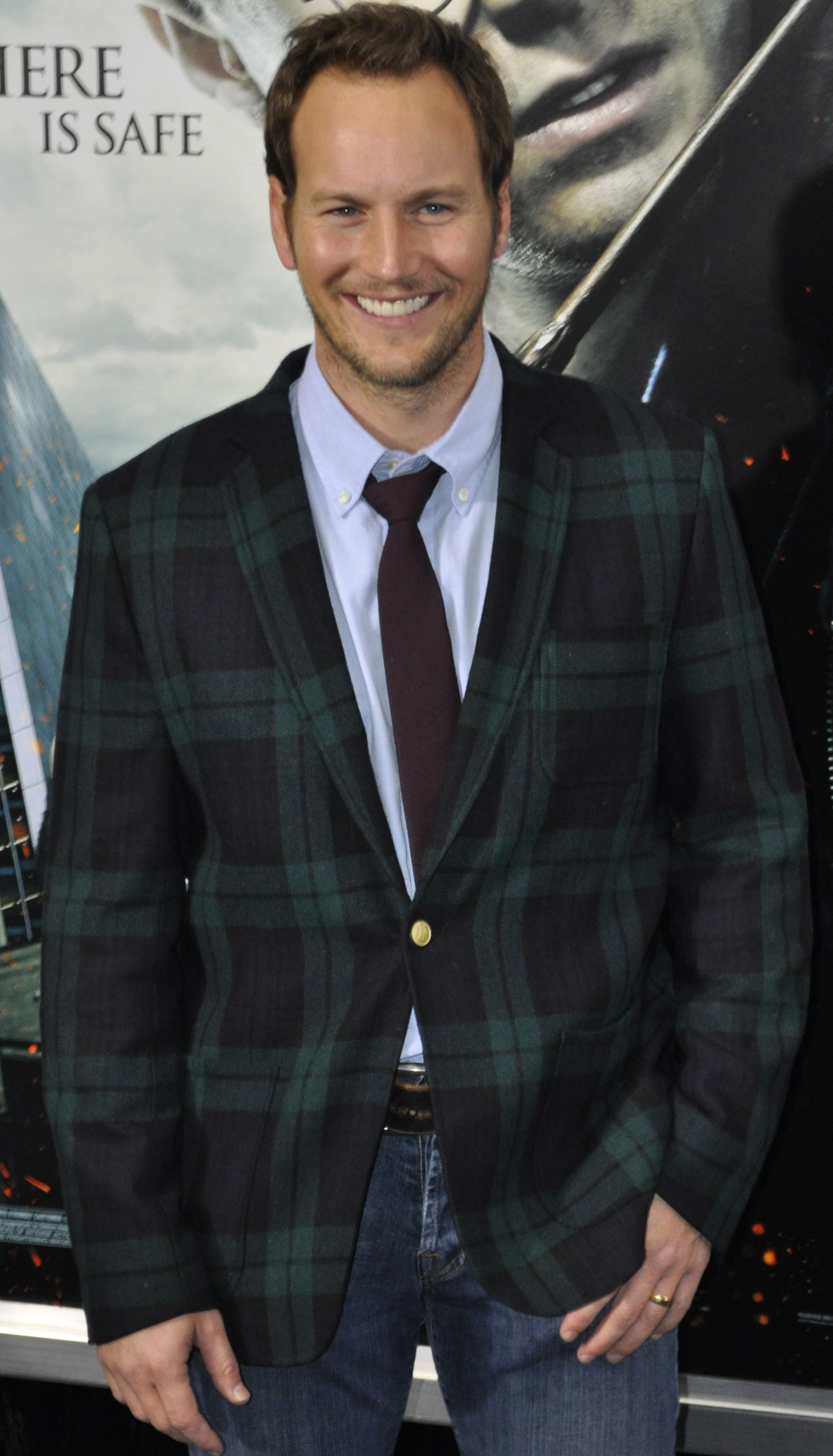
Patrick Wilson en novembre 2010.

L'année suivante, Patrick Wilson poursuit cette lancée avec le film d'épouvante Insidious dont il est le premier rôle, un mari possédé par des démons. Cette production présentée le 14 septembre 2010 au Festival international du film de Toronto, connaît un large succès au box-office et fait de lui l'un des acteurs montants à Hollywood.
La même année, il est aussi à l'affiche de deux comédies : Une famille très moderne avec Jennifer Aniston et Jason Bateman et Morning Glory avec Rachel McAdams et Harrison Ford.
Épisodiquement, il retourne vers la télévision qui l'a lancé. Il joue notamment le premier rôle dans A Gifted Man, une série fantastique du réseau CBS, qui suit un neurochirurgien talentueux mais égocentrique exerçant dans une clinique de luxe à New York qui reçoit la visite du fantôme de son ex-femme. Cependant, la série est arrêtée prématurément faute d'audience.
En 2012, il est de retour au cinéma à l'affiche de Young Adult de Jason Reitman aux côtés de l'oscarisée Charlize Theron, qu'il retrouve la même année dans l'attendu Prometheus.
En 2013, sa participation à la série télévisée Girls lui vaut une proposition au Critics' Choice Television Awards du meilleur acteur invité dans une série télévisée comique. Cette année-là, il continue de collaborer avec James Wan et accepte le premier rôle de Conjuring : Les Dossiers Warren, partageant la vedette aux côtés de Vera Farmiga. Les deux acteurs incarnent Ed et Lorraine Warren. Pour un budget de 20 millions de dollars, le film engrange plus de 300 millions de recettes. Un grand succès qui le propulse ainsi en tête d'affiche de deux franchises lucratives car la même année, il joue dans Insidious : Chapitre 2, qui est également largement plébiscité par les spectateurs. En effet, par la suite, le succès de Conjuring et de son spin-off (Annabelle sorti en 2014) pousse la production à créer un univers cinématographique Conjuring.
En 2015, il est le héros de la saison 2 de Fargo. Ce rôle lui vaut sa seconde proposition à un Golden Globes, cette fois-ci dans la catégorie meilleur acteur dans une mini-série ou un téléfilm. En revanche, les films Dangerous Housewife et Big Stone Gap passent inaperçus.

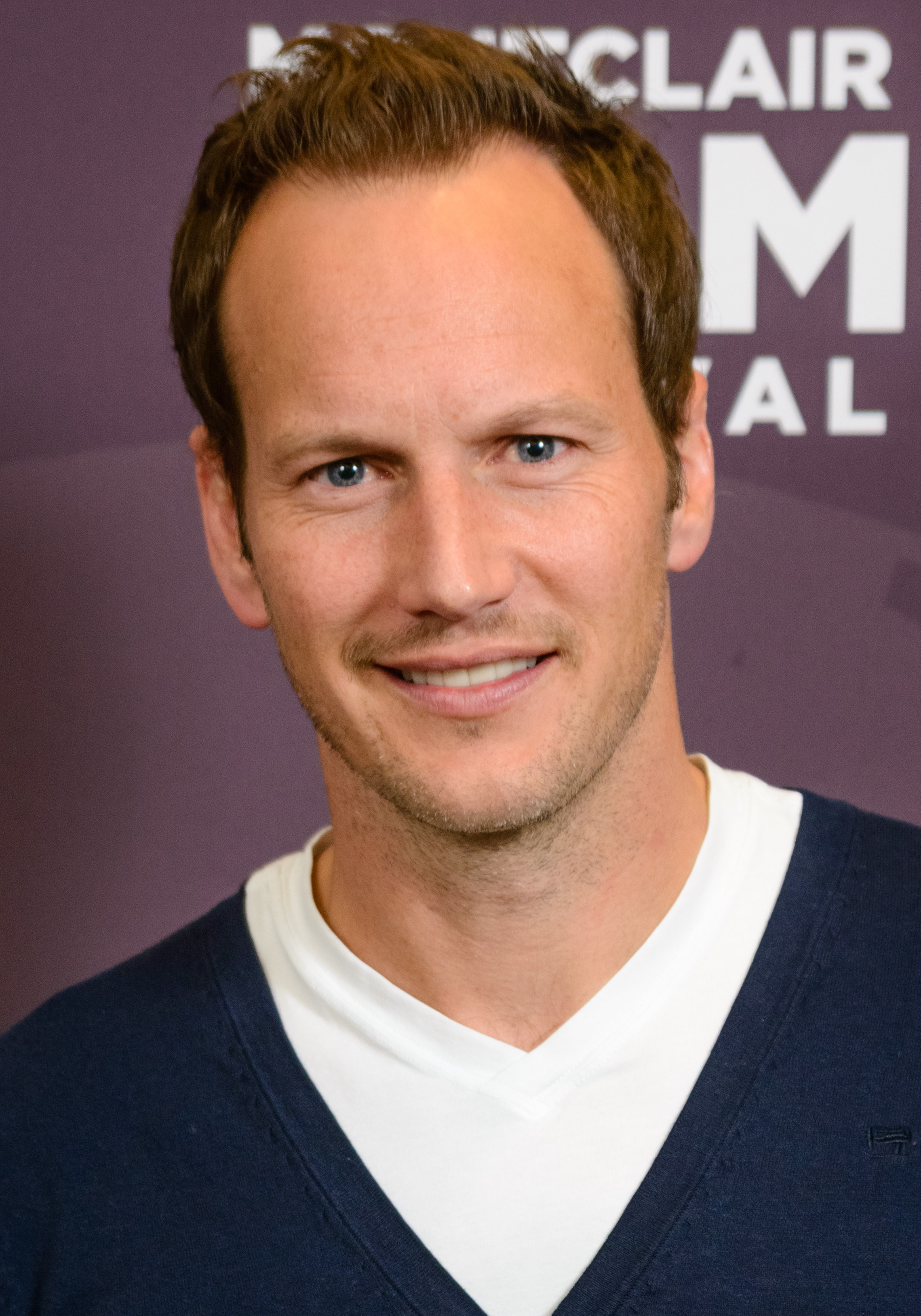
Patrick Wilson en 2016.

En 2016, il seconde Michael Keaton dans l'acclamé Le Fondateur. Et il renoue avec les hauteurs du box-office grâce à Conjuring 2 : Le Cas Enfield.
Entre-temps, il porte aussi des projets plus confidentiels tels que Bone Tomahawk (2015) avec Kurt Russell et Matthew Fox, il est la star du thriller Desert Gun (2016), et il joue avec Jessica Biel dans l'indépendant A Kind of Murder (2016).

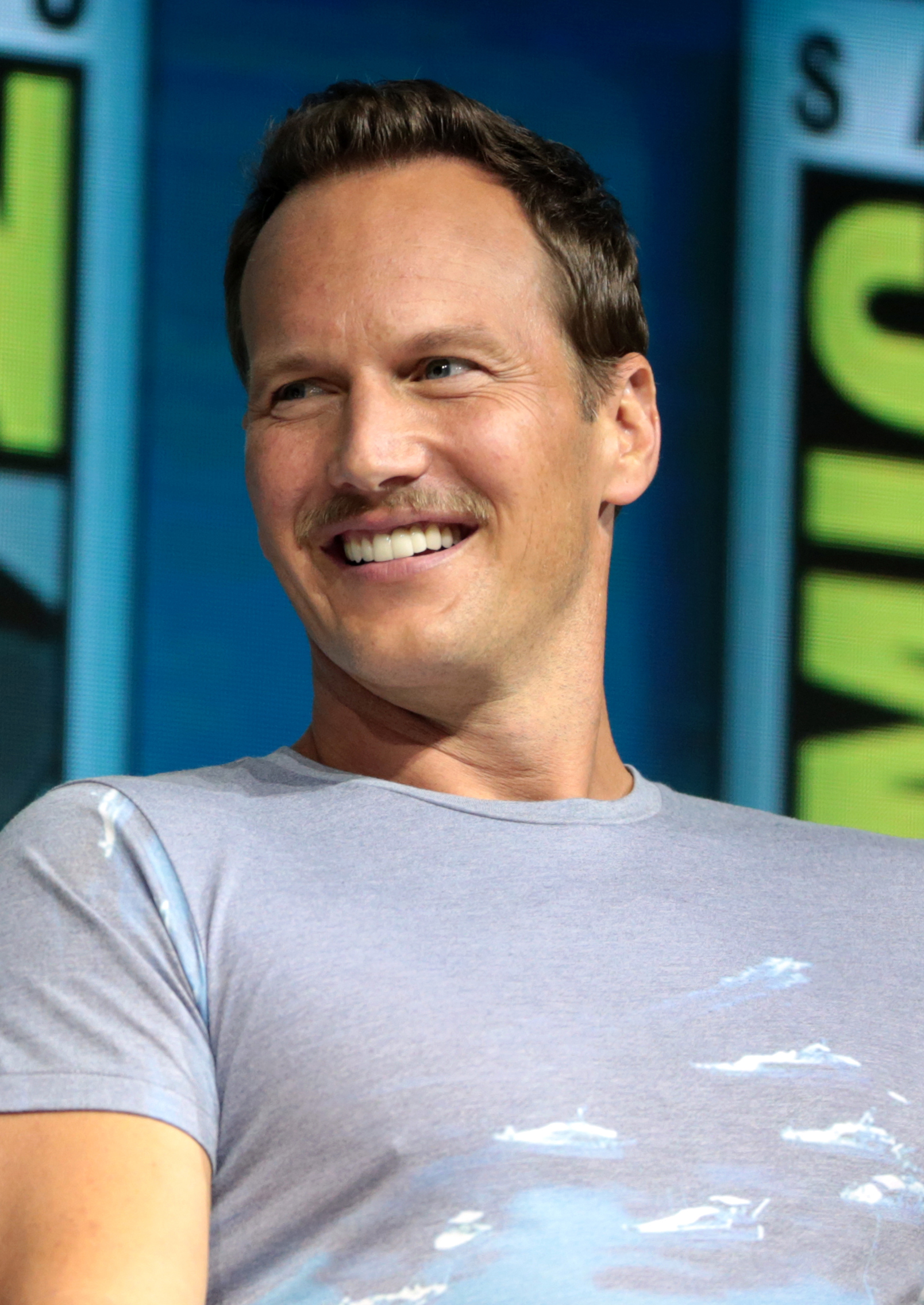
Patrick Wilson en 2018.

En 2018, il poursuit sa collaboration avec James Wan et accepte d'incarner l'antagoniste principal du blockbuster à succès Aquaman. Sixième film de l'univers cinématographique DC, c'est un énorme succès, dépassant les prédictions du studio, en amassant plus de 1 milliard de dollars de recettes, tout en étant acclamé par la critique pour ses effets spéciaux spectaculaires, ses jeux d'acteurs et son ambition. La même année, il retrouve Vera Farmiga pour le film d'action The Passenger porté par Liam Neeson et il garde un pied dans l'univers Conjuring, en apparaissant dans La Nonne et il fait un caméo en tant que Josh Lambert dans Insidious : La Dernière Clé.
En 2019, il joue dans Annabelle : La Maison du mal, 3e film centré sur la poupée Annabelle et première suite directe du film réalisé en 2014. Il poursuit dans le cinéma d'épouvante en étant Dans les hautes herbes écrit et réalisé par Vincenzo Natali. Il s’agit de l'adaptation de la nouvelle In the Tall Grass de Stephen King et son fils Joe Hill. En octobre 2019, il reçoit le premier prix honorifique décerné pour l'ensemble d'une carrière, lors de la 52e édition du Festival du cinéma de Sitges,. En fin d'année, il joue sous la direction de Roland Emmerich pour le film de guerre attendu Midway, aux côtés de Nick Jonas, Dennis Quaid et Mandy Moore. Cette production suit l'histoire des marins et des aviateurs de l'United States Navy qui ont pris part à la bataille de Midway.
L'année 2020 sera notamment marquée par la sortie de suites de précédentes productions à succès auxquelles l'acteur a participé. En effet, il renoue avec le personnage d'Ed Warren, toujours épaulé de l'actrice Vera Farmiga, pour le troisième volet des aventures Conjuring. Et, dans le même temps, il annonce son retour dans la peau d'Ocean Master, ennemi de Jason Momoa, pour Aquaman 2,. Il est l'acteur et réalisateur pour la première fois dans Insidious: The Red Door (2023).

### Musique

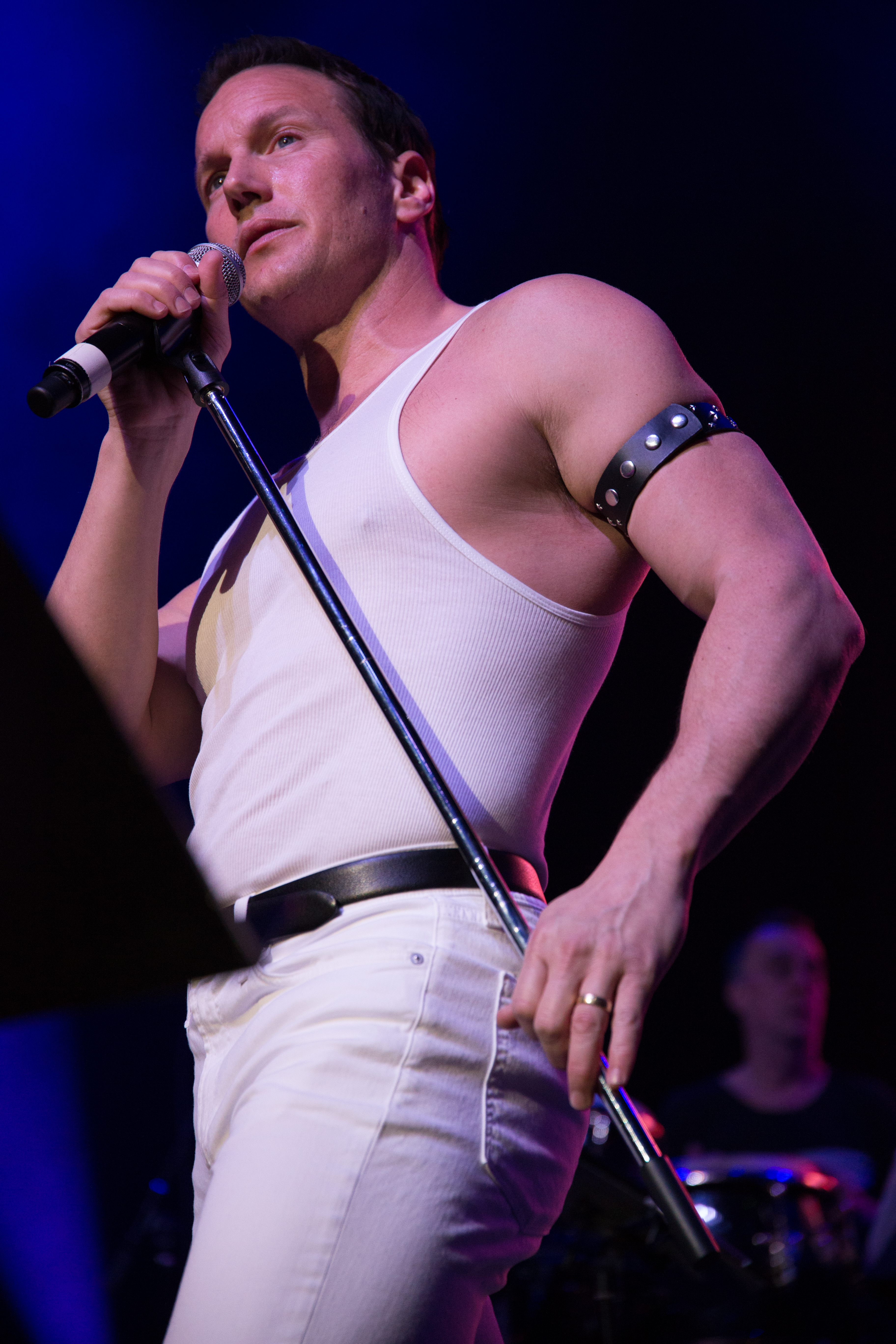
Patrick Wilson en 2018.

Outre sa carrière d'acteur, Patrick Wilson est également musicien et chanteur. Il est membre d'un groupe de rock appelé The Wilson Van, dans lequel il chante et joue de la batterie.[réf. nécessaire]
Il a par ailleurs interprété un duo avec Barbra Streisand le titre Loving you dans l'album de la chanteuse Encore : Movies Partners Sing Broadway, sorti en 2016.
Il chante Can't Help falling in love d'Elvis Presley dans le film Conjuring 2 Le cas Enfield.
Le 7 juillet 2023, il sort une reprise du titre Stay en duo avec le groupe de métal suédois Ghost.

### Vie privée
En juin 2005, Patrick Wilson épouse l'actrice polono-américaine Dagmara Domińczyk. Tous les deux sont allés à l'Université Carnegie-Mellon à Pittsburgh, en Pennsylvanie, il a reçu son diplôme en 1995, et elle l'a reçu en 1998.
Auparavant, il a été lié à Jennifer Love Hewitt (en 2001) et Scarlett Johansson (en 2003).
Le 23 juin 2006, sa femme Dagmara Domińczyk donne naissance à leur premier enfant, Kalin Patrick Wilson. Le 9 août 2009 naît leur deuxième fils, Kassian McCarrell Wilson. Ils vivent actuellement à Montclair dans le New Jersey.

## Théâtre
Sauf indication contraire ou complémentaire, les informations mentionnées dans cette section proviennent de la base de données IBDb.
- 1996-1997 : Carousel[21] : Billy Bigelow
- 1999 : Bright Lights Big City (en)
- 1999 : The Gershwin's Fascinating Ryhthm
- 2000-2002 : The Full Monty
- 2002-2003 : Oklahoma! : Curly
- 2006 : Barefoot in the Park : Paul Bratter
- 2008-2009 : All My Sons : Chris Keller

## Filmographie

### Acteur

#### Longs métrages
- 2001 : My Sister's Wedding de David W. Leitner : Quinn
- 2004 : Alamo (The Alamo) de John Lee Hancock : colonel William Travis
- 2004 : Le Fantôme de l'Opéra (The Phantom of the Opera) de Joel Schumacher : Raoul, vicomte de Chagny
- 2005 : Hard Candy de David Slade : Jeff Kohlver
- 2006 : Little Children de Todd Field : Brad Adamson
- 2006 : Courir avec des ciseaux (Running with Scissors) de Ryan Murphy : Michael Shephard
- 2007 : Purple Violets (en) de Edward Burns : Brian Callahan
- 2007 : Le Temps d'un été de Lajos Koltai : Harris Arden
- 2007 : American Gothic de Paul Kampf : Peter
- 2008 : Life in Flight de Tracey Hecht : Will
- 2008 : Harcelés (Lakeview Terrace) de Neil LaBute : Chris Mattson
- 2008 : Les Passagers (Passengers) de Rodrigo Garcia : Eric
- 2009 : Watchmen : Les Gardiens de Zack Snyder : Dan Dreiberg / Le Hibou II
- 2010 : Barry Munday de Chris D'Arienzo : Barry Munday
- 2010 : L'Agence tous risques de Joe Carnahan : Lynch
- 2010 : Une famille très moderne (The Switch) de Josh Gordon et Will Speck : Roland
- 2010 : Insidious de James Wan : Josh Lambert
- 2010 : Morning Glory de Roger Michell : Adam Bennett
- 2011 : Au bord du gouffre (The Ledge) de Matthew Chapman : Joe Harris
- 2011 : Young Adult de Jason Reitman : Buddy Slade
- 2012 : Prometheus de Ridley Scott : le père d'Elizabeth Shaw
- 2013 : Conjuring : Les Dossiers Warren (The Conjuring) de James Wan : Ed Warren
- 2013 : Insidious 2 (Insidious Chapter 2) de James Wan : Josh Lambert
- 2014 : Annabelle (Annabelle) de John R. Leonetti : Ed Warren (voix)
- 2014 : Jack Strong de Władysław Pasikowski : Daniel
- 2014 : Space Station 76 de Jack Plotnick : le capitaine
- 2014 : Stretch de Joe Carnahan : Stretch
- 2014 : Big Stone Gap de Adriana Trigiani (en) : Jack MacChesney
- 2014 : Let's Kill Ward's Wife de Scott Foley : David
- 2015 : Sex Addiction (Zipper) de Mora Stephens : Sam Ellis
- 2015 : Home Sweet Hell de Anthony Burns : Don Champagne
- 2015 : Bone Tomahawk de S. Craig Zahler : Arthur O'Dwyer
- 2015 : Matters of the Heart de Tracey Hecht : Will
- 2016 : Batman v Superman : L'Aube de la Justice de Zack Snyder : le Président des États-Unis (voix)
- 2016 : A Kind of Murder de Andy Goddard : Walter Stackhouse
- 2016 : Desert Gun (The Hollow Point) de Gonzalo López-Gallego : Wallace
- 2016 : Conjuring 2 : Le Cas Enfield de James Wan : Ed Warren
- 2016 : Le Fondateur (The Founder) de John Lee Hancock : Rollie Smith (propriétaire de bar)
- 2018 : Insidious : La Dernière Clé (Insidious: The Last Key) de Leigh Whannell : Josh Lambert
- 2018 : The Passenger (The Commuter) de Jaume Collet-Serra : Alex Murphy
- 2018 : Nightmare Cinema de film collectif[22] : Eric Sr.
- 2018 : La Nonne de Corin Hardy : Ed Warren
- 2018 : Aquaman de James Wan : King Orm
- 2019 : Annabelle 3 de Gary Dauberman : Ed Warren
- 2019 : Dans les hautes herbes de Vincenzo Natali : Ross Humboldt
- 2019 : Midway de Roland Emmerich : Edwin T. Layton
- 2021 : Conjuring : Sous l'emprise du Diable (The Conjuring: The Devil Made Me Do It) de Michael Chaves : Ed Warren
- 2021 : Moonfall de Roland Emmerich : Brian Harper
- 2023 : Aquaman and the Lost Kingdom de James Wan : King Orm
- 2023 : Insidious: The Red Door de lui-même : Josh Lambert
- 2023 : La Nonne : La Malédiction de Sainte-Lucie : Ed Warren (caméo scène post-générique)
- 2025 : Conjuring : L'Heure du jugement (The Conjuring: The Last Rites) de Michael Chaves : Ed Warren
- 2025 : Millers in Marriage d'Edward Burns : Scott

#### Court métrage
- 2007 : Vanity Fair: Killers Kill, Dead Men Die d'Annie Leibovitz : Le joli garçon

#### Télévision

##### Séries télévisées
- 2003 : Angels in America : Joe Pitt (mini-série, 5 épisodes)
- 2011-2012 : A Gifted Man : Dr Michael Holt (16 épisodes)
- 2013 : Girls : Joshua (saison 2, épisode 5)
- 2015 : Fargo : Lou Solverson (saison 2, 10 épisodes)
- 2017 : Girls : Joshua (saison 6, épisode 4)
- 2019 : The Other Two : lui-même (saison 1, épisode 6)

##### Séries d'animation
- 2009 : American Dad! : Jim (voix - saison 4, épisode 15)

#### Jeux vidéo
- 2009 : Watchmen: The End Is Nigh : Dan Dreiberg / Le Hibou II (voix originale)

### Réalisateur
- 2023 : Insidious: The Red Door

## Distinctions
Sauf indication contraire ou complémentaire, les informations mentionnées dans cette section proviennent des bases de données IMDb et IBDb,

### Récompenses
- 2003 : Online Film & Television Association Awards du meilleur acteur dans un second rôle dans une série, une mini-série ou un téléfilm pour Angels in America (2003).
- 2006 : Young Hollywood Awards de la meilleure révélation masculine dans un drame romantique pour Little Children (2006).
- Festival international du film de Catalogne 2019 : Lauréat du Prix Màquina del Temps pour l'ensemble de sa carrière.

### Nominations
- 1999 : Drama Desk Awards du meilleur acteur dans une comédie musicale pour Bright Lights Big City (en) (1999).
- 2001 : Drama Desk Awards 2001 : meilleur acteur dans une comédie musicale pour The Full Monty (2000-2002).
- 55e cérémonie des Tony Awards 2001 : Meilleur acteur dans une comédie musicale pour The Full Monty (2000-2002).
- 2002 : Drama Desk Awards du meilleur acteur dans une comédie musicale pour Oklahoma! (2002-2003).
- 56e cérémonie des Tony Awards 2002 : meilleur acteur dans une comédie musicale pour Oklahoma! (2002-2003).
- 61e cérémonie des Golden Globes 2004 : Meilleur acteur dans un second rôle dans une série, une mini-série ou un téléfilm pour Angels in America (2003).
- Primetime Emmy Awards 2004 : Meilleur acteur dans un second rôle dans une mini-série ou un téléfilm pour Angels in America (2003).
- 8e cérémonie des Satellite Awards 2004 : Meilleur acteur dans un second rôle dans une mini-série ou téléfilm pour Angels in America (2003).
- 9e cérémonie des Satellite Awards 2005 : Meilleur acteur dans un second rôle dans un drame musical pour Le Fantôme de l'Opéra (The Phantom of the Opera) (2004).
- 2006 : Awards Circuit Community Awards de la meilleure distribution dans un drame romantique pour Little Children (2006) partagé avec Kate Winslet, Jackie Earle Haley, Jennifer Connelly, Phyllis Somerville, Noah Emmerich et Gregg Edelman (en).
- 2006 : Fangoria Chainsaw Awards de la meilleure alchimie à l'écran dans un thriller dramatique pour Hard Candy (2005) partagé avec Elliot Page.
- 10e cérémonie des Satellite Awards 2006 : Meilleur acteur dans un drame romantique pour Little Children (2006).
- 2011 : Scream Awards du meilleur acteur dans un film d'horreur dans un thriller horrifique pour Insidious (2010).
- 3e cérémonie des Critics' Choice Television Awards 2013 : Meilleur invité dans une série comiquepour Girls (2013).
- 2013 : Fright Meter Awards du meilleur acteur dans un thriller horrifique pour Conjuring : Les Dossiers Warren (The Conjuring) (2013) et pour Insidious 2 (Insidious Chapter 2) (2013).
- 2013 : Gold Derby Awards du meilleur acteur invité dans une série télévisée comique pour Girls (2013).
- 2014 : Fangoria Chainsaw Awards du meilleur acteur dans un thriller horrifique pour Insidious 2 (Insidious Chapter 2) (2013).
- 2015 : IGN Summer Movie Awards du meilleur acteur de télévision dans une mini-série ou un téléfilm pour Fargo (2014-2020).
- 7e cérémonie des Critics' Choice Television Awards 2016 : Meilleur acteur dans une mini-série ou un téléfilm pour Fargo (2014-2020).
- 73e cérémonie des Golden Globes 2016 : meilleur acteur dans une mini-série ou un téléfilm pour Fargo (2014-2020).
- 2016 : Gold Derby Awards du meilleur acteur dans une mini-série ou un téléfilm pour Fargo (2014-2020).
- 42e cérémonie des Saturn Awards 2016 : meilleur acteur dans un second rôle dans une série télévisée dramatique pour Fargo (2014-2020).
- 42e cérémonie des Teen Choice Awards 2019 : Meilleur méchant dans un film d'aventure pour Aquaman (2018).

## Voix francophones
En version française, Patrick Wilson est doublé par plusieurs comédiens durant les années 2000. Ainsi, il est doublé par Sébastien Desjours dans Angels in America, Damien Sargue dans Le Fantôme de l'Opéra, Damien Ferrette dans Harcelés, ainsi qu'à trois reprises par Jérôme Pauwels dans Hard Candy, Little Children et Les Passagers ou encore à deux reprises par Guillaume Orsat dans Alamo et Le Temps d'un été.
Depuis 2009 et le film Watchmen, Alexis Victor devient sa voix dans la quasi-totalité de ses apparitions. Il le double notamment dans les franchises Insidious et Conjuring, Young Adult, Girls, Fargo, Bone Tomahawk, Aquaman, Midway ou encore Moonfall.
En parallèle, Jérôme Pauwels le retrouve en 2010 dans Une famille très moderne et en 2015 dans Dangerous Housewife, Cyrille Monge le double dans A Gifted Man et Space Station 76, tandis que Guillaume Orsat le retrouve également en 2019 dans Dans Les Hautes Herbes. Il est également doublé durant cette période par Cédric Dumond dans L'Agence tous risques et Bruno Mullenaerts dans Desert Gun.
En version québécoise, Patrice Dubois est la voix régulière de l'acteur, le doublant dans Alamo, Les enfants de chœur, Crépuscule, Passagers, Midway, Moonfall ou encore Insidieux et La Conjuration. Pour cette dernière, il remplace Frédéric Paquet qui est sa voix dans le premier film et Annabelle : La Maison du mal.
Il est également doublé par Frédéric Desager dans Dur à croquer, Les Gardiens, L'Agence tous risques, L'Échange et Aquaman tandis que Jean-François Beaupré le double dans Dernier arrêt.